# Certório Biote
Certório Biote (10 de outubro de 1960) é um político da Guiné Bissau. Foi Ministro da Administração Interna em 2007. É membro e dirigente do Partido da Renovação Social.